# Jean Hégésippe Vetter
Jean Hégésippe Vetter, född den 21 september 1820 i Paris, död där 1900, var en fransk målare.
Vetter, som var lärjunge till Steuben, uppträdde 1842 med ett porträtt, men ägnade sig sedan åt framställning av anekdoter ur kända personligheters liv, i vilken art av konst han ansågs för den mest begåvade. Han lyckades därvid bäst i smärre bilder, fulla av spiritualitet och humor. Så redan 1851 i Rabelais, behagligt drömmande framför en solbelyst mur, och Molière hos sin barberare samt till 1855 års världsutställning Le quart d'heure de Rabelais (denne låter häkta sig på ett lantvärdshus – för att få fri resa till Paris – sedan han lurat i folket, att han hade lagat i ordning gift åt kungen). Mindre lyckade är hans ensamma figurer från flydda tider. Bättre syns hans senare bilder, såsom fajanskonstnären Palissy framför smältugnen i sin verkstad (1861), Molière på frukost hos Ludvig XIV (1864) samt en ytterst spirituellt och med komisk styrka återgiven scen ur Molières Les précieuses ridicules. Carl Rupert Nyblom skriver i Nordisk familjebok: "Oaktadt svårigheten att måla slika dramatiska scener, som helt och hållet bero på skaldens uppfinning, har det lyckats V. att föra öfver hans bild till det måleriska och rent åskådliga." Vetter målade även Den döende Mazarin (1872, de båda sist nämnda i Luxembourgmuseet), Flykten till Egypten (1874) med mera.